# Anton Erhard Martinelli
Pour les articles homonymes, voir Martinelli.
Anton Erhard Martinelli (n. 1684 à Vienne – 15 septembre 1747 à Vienne) était un architecte autrichien et un maître d'œuvre d'ascendance italienne.
Il était le fils de l'architecte Franz Martinelli.
Anton Erhard Martinelli a dirigé la construction de plusieurs bâtiments importants à Vienne, comme la Karlskirche et le palais Schwarzenberg ou la réfection de l'église de l'ordre Teutonique à Vienne. Il a conçu les plans du palais Thinnfeld à Graz et, à Budapest, de l'hôtel des Invalides (Invalidus-palota) qui est maintenant l'hôtel de ville.
En collaboration avec son frère Johann Baptist Martinelli, il a également conçu les plans de plusieurs églises baroques dans l'Empire des Habsbourg, dont la cathédrale de la Sainte-Trinité de Blaj et il a mené à bien des travaux pour les propriétés de la famille Esterházy (comme la maison de campagne de Fertöd) Il a aussi travaillé au manoir de Lanschütz (à Bernolákovo) ainsi qu’au manoir Velký Biel en Slovaquie occidentale, et il a restauré la Zrinskih Dvorac (château Zrinski) des comtes tchèque d'Althan à Čakovec, en Croatie.

## Quelques œuvres
- Karlskirche à Vienne
- Palais Schwarzenberg à Vienne